# Молодилово (Смоленская область)
Молодилово — деревня в Дорогобужском районе Смоленской области России. Входит в состав Полибинского сельского поселения. 
Население — 3 жителя (2007 год). 
Расположена в центральной части области в 6 км к северо-востоку от Дорогобужа, в 4 км севернее автодороги Р134 «Старая Смоленская дорога», на берегу реки Днепр. В 18 км севернее от деревни находится железнодорожная станция Дурово на линии Москва-Минск. 

## История
В годы Великой Отечественной войны деревня была оккупирована гитлеровскими войсками в октябре 1941 года, освобождена в сентябре 1943 года.